# Incze Gábor
Dr. Incze Gábor (Nagybánya, 1898. december 17. – Budapest, 1966. szeptember 23.) magyar református lelkész.

## Életpályája
Az első világháború folyamán katona volt. 1918 és 1921 között a budapesti Református Teológiai Akadémia  hallgatója volt. Ezt követően a budapesti tudományegyetemen magyar-francia szakot végzett, majd 1921 és 1923 között a skóciai Aberdeenben ösztöndíjas volt. 1923-tól vallásoktató lelkész Budapesten. Közben helyettes lelkész Tahitótfaluban (1926), 1928-ban ösztöndíjas volt  Strasbourgban. Budapesten  vallásoktatási igazgató volt 1936 és 1943 között, majd 1943–1944-ben lelkipásztor volt Nagyváradon. 1945-től Budapesten segédlelkészként, majd Óbudán lelkészként működött, 1956-ban történt nyugdíjba vonulásáig.

## Művei
- Az Örökkévaló tornácaiban. Budapest, 1924.
- A református Jókai. Budapest, 1925.
- Jó az Isten. Budapest, 1926.
- A magyar református imádság a 16. és 17. században. Debrecen, 1931. (Különlenyomat a Theologiai Szemle VIII. évfolyam 1-4. száma 38. és következő lapjairól)
- Keresztyénség és jobbágyság. Budapest, 1929.
- A munkás jutalma. Nagybánya, 1932.
- „Az az ember te vagy!” Budapest, 1933.
- Új „Kis tükör” I–II. Budapest, 1935–1936.
- Az apostolok. Budapest, 1936.
- Túl az országhatáron. 1917–1937. Budapest, 1937.
- Keresztyén egyháztörténet. Budapest, 1938.
- A kispénzverő utcában. Budapest, 1939.
- Felhőszakadás. Nagybányai történet. Budapest, 1939.
- A mi életterünk. Budapest, 1942.
- „Nincsen saját igazságom” – Prédikációk, előadások, arcképek, nekrológok. Budapest, 1943.
- Nagybánya. Budapest, 1943.
- A nagyváros uniformizáló és morális hatása. Nagybánya, 1945.
- Az Úr ereje. Beiktatásán 1945. november 18-án az óbudai templomban elmondotta Dr. Incze Gábor, Budapest, 1945.

Szerkesztette A reformáció és ellenreformáció korának evangéliumi keresztyén egyházi írói című sorozatot (Budapest, 1935–1948), az Értesítő a Budapesti Református Egyházmegye Vallásoktatásáról, az Isten igéje a gyermek lelkében és A keresztyénség és a társadalom című sorozatokat.
Több prédikációs kötetet is szerkesztett és adott ki:
- Ifjúsági istentisztelet. Negyvennégy beszédterv az 1939/40. iskolai évre – IV. évfolyam, Budapest, 1939.
- Tied a dicséret. Ötvenhét magyar református lelkész prédikációja, Budapest, 1942.